# Nikołaj Szatow
Nikołaj Stiepanowicz Szatow, ros. Николай Степанович Шатов (ur. 1901 w wiosce Szatowo w guberni wiackiej w Rosji, zm. 1 sierpnia 1946 w Moskwie) – radziecki wojskowy (podpułkownik), członek wydziału propagandy Komitetu Wyzwolenia Narodów Rosji pod koniec II wojny światowej.
Służył w Armii Czerwonej, dochodząc do stopnia podpułkownika. W momencie najazdu Niemiec na ZSRR 22 czerwca 1941 r. pełnił funkcję dowódcy artylerii Zachodniokaukaskiego Okręgu Wojskowego. W poł. października tego roku otrzymał zadanie przeprowadzenia ewakuacji składów artyleryjskich w rejonie Taganroga. Został następnie oskarżony przez marszałka Grigorija I. Kulika o nieudolność, w związku z czym wyjechał do Rostowa nad Donem. Stamtąd po miesiącu zbiegł do Taganroga, gdzie 29 listopada dobrowolnie poddał się wojskom niemieckim. W lipcu 1942 r. został osadzony w oflagu w Hammelsburgu, podejmując kolaborację z Niemcami. Latem tego roku wstąpił do Rosyjskiej Robotniczej Partii Narodowej. Pod koniec 1944 r. został członkiem Komitetu Wyzwolenia Narodów Rosji (KONR), gdzie wszedł w skład wydziału propagandy. W ostatnich dniach wojny dostał się do niewoli sowieckiej. Po słynnym moskiewskim procesie dowódców ROA został skazany na karę śmierci, wykonaną przez powieszenie 1 sierpnia 1946 r.